# Montezumia coeruleorufa
Montezumia coeruleorufa är en stekelart som beskrevs av Willink 1982. Montezumia coeruleorufa ingår i släktet Montezumia och familjen Eumenidae. Inga underarter finns listade i Catalogue of Life.